# 후지와라노 기요히라
후지와라노 기요히라(일본어: 藤原 清衡 후지와라 노 키요히라[*]) 1056년 ~ 다이지(大治) 3년(1128년) 7월 16일)는 일본 헤이안 시대 말기의 무장으로 오슈 후지와라 씨의 시조이다.

## 생애

### 출신
무쓰(陸奧) 국(훗날의 이와시로磐城 국) 와타리 군(亘理郡)의 호족이자 재청관인이었던 후지와라노 쓰네키요(藤原經淸)와 무쓰의 대호족 아베노 요리토키(安倍賴時)의 딸 사이에서 태어났다. 어렸을 때의 이름은 불명이다. 기요히라는 후지와라 홋케(北家)의 무장 후지와라노 히데사토(藤原秀鄕)의 자손으로서 1047년에 작성된 5위 이상의 후지와라 씨 인물의 교명(交名)을 적은 『조흥복사기(造興福寺記)』에 '쓰네키요 로쿠오쿠(經淸六奧, 로쿠오쿠란 무쓰를 가리킨다)'로 그 이름이 기재되어 있는 것으로 보아, 당시 후지와라 일족의 한 인물로서 중앙의 후지와라 본가로부터도 인정받았던 것으로 보인다.
아버지 쓰네키요는 전9년의 역에서 미나모토노 요리요시(源賴義)에게 반기를 들고 아베 집안에 가담했다가 구리야가와(厨川)의 싸움에서 패하고 아베 씨와 함께 최후를 맞이한다. 이때 기요히라는 일곱 살에 불과했다. 적장의 적남(嫡男)으로서 본래는 아버지를 따라 처형당할 운명이었던 기요히라는 어머니가 아베 씨를 멸망시킨 요리요시측의 기요하라노 다케노리(淸原武則)의 맏아들 다케사다(武貞)에게 재가하면서 목숨을 건졌고, 이어서 다케사다의 양자로 들어갔다.

### 후3년의 역
기요히라에게는 다케사다의 적자(嫡子)이자 피가 섞이지 않은 의붓형 사네히라(眞衡)와, 다케사다에게 재가한 기요히라의 어머니가 다케사다와의 사이에서 낳은, 기요히라와는 아버지가 다른 형제 이에히라(家衡)가 있었는데, 기미코노 히데타케(吉彦秀武)가 기요하라노 다케노리의 종모제(從兄弟)로서 또 사위가 되는 등 복잡한 혈연 관계로 이어진 일족이 존재하고 있어, 자칫 혈족 사이에 내분이 일어나기 쉬운 상태였다.
에이호(永保) 3년(1083년)에 히데타케는 사네히라와 사이가 벌어져 기요히라ㆍ이에히라를 꾀어 자신의 편으로 끌어들였고, 사네히라가 히데타케를 치고자 데와(出羽)로 향한 사이 사네히라의 본거지를 치도록 했다. 이 분쟁에 당시의 무쓰노카미(陸奧守)였던 미나모토노 요시이에(源義家)가 개입해 사네히라를 도와 기요히라ㆍ이에히라를 쳐서 대패시키고, 형제는 도망치던 중에 결국 요시이에에게 항복했다. 한편 데와로 향했던 사네히라가 갑자기 급서하면서 기요히라ㆍ이에히라 형제는 요시이에의 중재로 옛 기요하라 집안 소유의 영지를 분할상속받는다.(이 때의 요시이에의 중재란 기요히라에게 더 유리한 것이었다는 추측이 있으며, 요시이에가 기요하라 집안의 세력 약화를 위해 일부러 그들의 대립을 부추겼다는 견해도 있다.) 하지만 이 중재에 불만을 품은 이에히라는 오토쿠(應德) 3년(1086년)에 기요히라의 저택을 급습해 기요히라의 처자권속을 모두 죽여버렸고, 목숨을 건져 도망친 기요히라는 요시이에에게 도움을 청하여, 요시이에가 기요히라를 도와 최종적으로 이에히라를 멸하게 된다.
후3년의 역은 기요하라 집안의 사전(私戰)으로 여겨졌기 때문에 요시이에 자신도 조정으로부터 어떠한 은상(恩賞)도 받지 못했고, 기요히라에게도 관위가 수여되는 일은 없었다. 그러나 기요하라 집안뿐 아니라 아베 집안의 마지막 생존자로서 기요히라는 오쿠(奧)6군을 지배하는 세력자가 되었으며, 친아버지의 성인 후지와라를 회복하여 오슈 후지와라 씨를 열었다. 이때가 간지(寛治) 원년(1087년), 기요히라의 나이 32세였다.

### 히라이즈미(平泉)의 조영(造營)

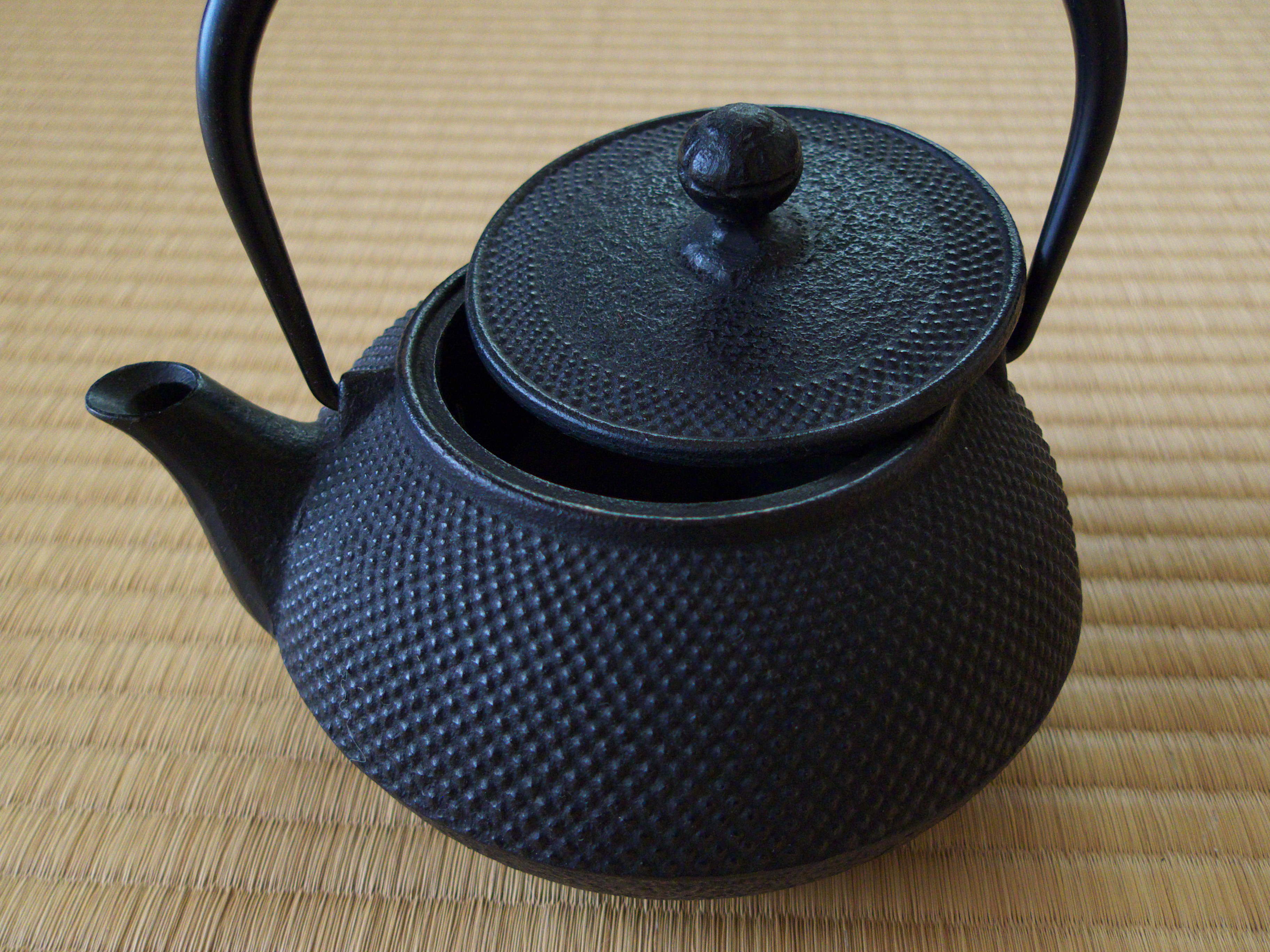
남부철기(南部鐵器). 도요타노타테에 있던 기요히라가 오미(近江)에서 주물사(鑄物師)를 모셔다 만들게 한 것에서 유래되었다.

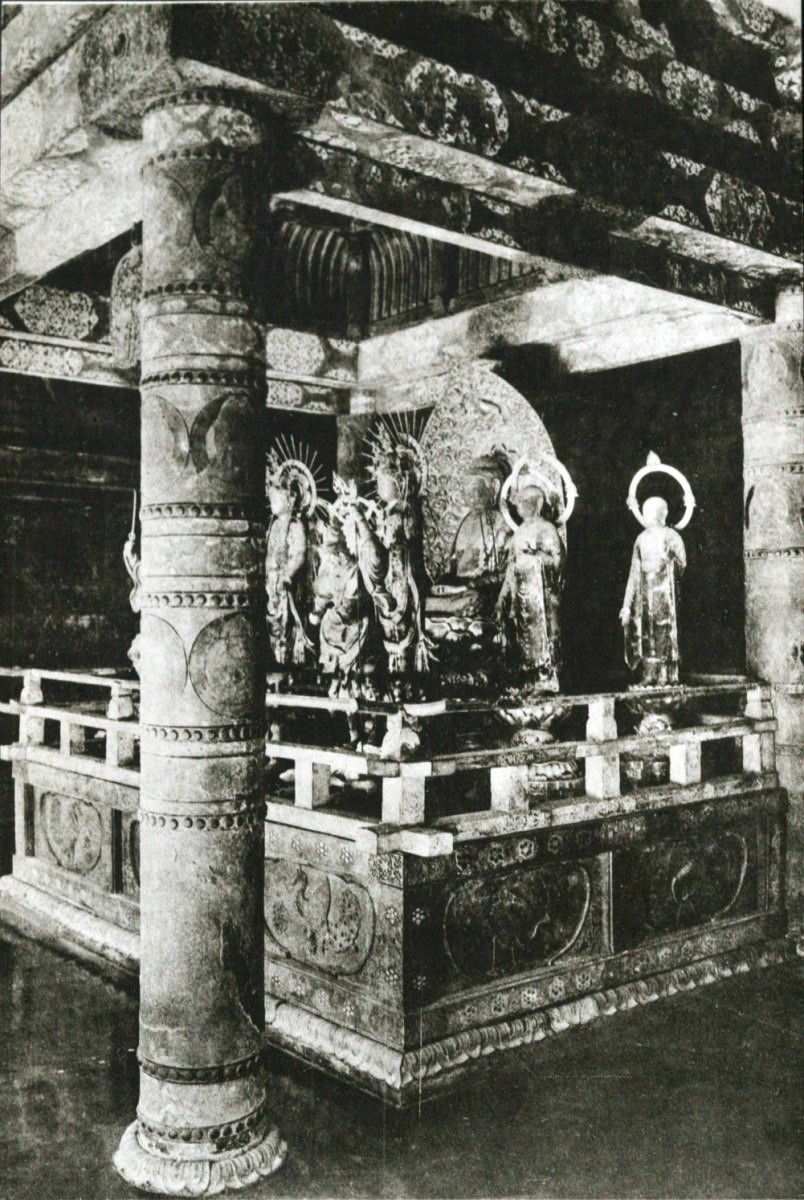
주손사(中尊寺) 곤지키도(金色堂)

기요히라는 본거지를 에사시(江刺)의 도요타노타테(豊田館, 지금의 오슈시)로 정하고 세력 확대를 꾀했으며, 간지 5년(1091년)에는 당시의 관백 후지와라노 모로자네(藤原師實)에게 말을 바치기도 하는 등 교토의 후지와라 본가와 교분을 깊게 하고, 또 시바타(柴田) 군의 대고산신사(大高山神社)나 캇타(刈田) 군 예전령신사(刈田嶺神社)에서 조정에 바쳐야 할 금을 대신 내주는 등 오슈의 통치자로서의 지위를 쌓아 올렸다. 간지 6년(1092년) 6월에 무쓰노카미가 된 후지와라노 모토이에(藤原基家)가 조정에 보낸 해문(解文, 보고서)에서는 기요히라가 전투를 일으키려 한다는 혐의가 있다고 적고 있는데, 이맘때에 기요히라가 무쓰의 압령사(押領使)가 된 것은 아닐까 추정된다(압령사 임명을 간지 3년인 1089년으로 하는 견해도 있다).
가호(嘉保) 연간(1094년 - 1095년) 즈음에는 이와이(磐井) 군의 히라이즈미(平泉)로 거처를 옮기고 이곳에 정치ㆍ문화의 중심도시를 짓는데 착수했다. 1108년에는 주손지(中尊寺)의 중창불사를 실시하였는데, 이는 훗날 일본 중세의 가장 장대한 도시로 불린 히라이즈미의 원형이자 오슈 후지와라 씨 4대 100년의 영화의 초석을 다진 사건으로 평가받는다. 금은으로 나전(螺鈿)한 주손사의 곤지키도가 낙성된 이듬해(다이지 3년), 당시로서는 장수한 것에 해당하는 73세의 나이로 기요히라는 숨을 거두었다. 그가 지은 『주손사공양원문』(中尊寺供養願文)이라 알려진 문서에서 기요히라는 스스로를 '아즈마에비스(東夷)의 원추(遠酋)', '부수(俘囚)의 우두머리(上頭)'로 표현하고 있다.

## 곤지키도에 모셔진 기요히라의 시신
사후 곤지키도 수미단 지하에 안치된 기요히라의 미라화된 유해를 조사한 결과 그의 혈액형은 AB형이며, 증손 후지와라노 야스히라(藤原泰衡)까지 4대가 직계로서 이어졌다. 기요히라의 얼굴은 광대뼈가 두드러진 비교적 작은 얼굴로 콧날이 오똑하게 솟아 있다. 기요히라의 키는 159cm이며, 손의 형태는 작고 부드럽다. 사지가 잘 발달되어 있으며 체형은 비교적 여윈 몸이다. 엑스레이 검사에 의하면 왼쪽 반신에 현저한 골위축증이 확인되었는데, 이는 뇌일혈 내지 뇌전색, 뇌종양 등으로 인한 반신불수로 이어졌다고 여겨진다. 발병한 시기는 거의 완쾌되기 어렵게 된 무렵에 기요히라의 아내가 사경(寫經)을 시작했다는 1117년이나 1119년 사이로 추측하고 있다. 사망 당시의 연령은 치아 상태로 볼 때 70세 이상으로, 기록에서 73세에 죽었다고 한 것과 모순되지 않는다.

## 계보
기요히라의 아내로는 '기타카타 헤이시(北方平氏)'가 사료에 보이고 있는데 이는 기요히라의 정실로 보이지만 그 계보는 확실하게 알 수 없으며 다만 기요히라의 아버지였던 쓰네키요의 외가 인척이었던 다이라노 구니타에(平國妙)와 관련이 있다고도 하고, 에치고(越後) 죠씨(城氏) 집안이나 가이도헤이시(海道平氏)의 분파인 이와시로씨(岩城氏) 집안, 히타치다이죠씨(常陸大掾氏) 집안, 수도의 헤이시(平氏)도 거론되는 등 여러 설이 아직도 대립하고 있다.
《감지금은자문서일체경(紺紙金銀字交書一切經)ㆍ육품경(大品經) 권22》 등의 오래된 문서에서 겐에이(元永) 2년(1119년) 무렵 기요히라에게 6남 3녀의 자식이 있었음을 볼 수 있다. 덧붙여 《주유키(中右記)》에 나오는 '병위위(兵衛尉) 기요히라'나 '다이라노 기요히라(平淸衡)'를 후지와라노 기요히라의 다른 이름으로 보고 간지(寬治)에서 고와(康和) 연간에 이르는 사이에 아내의 성인 다이라(平)를 칭하며 교토에서 관직을 맡고 있었다는 설도 있다.

## 기요히라공(公) 천도행례(遷都行列)

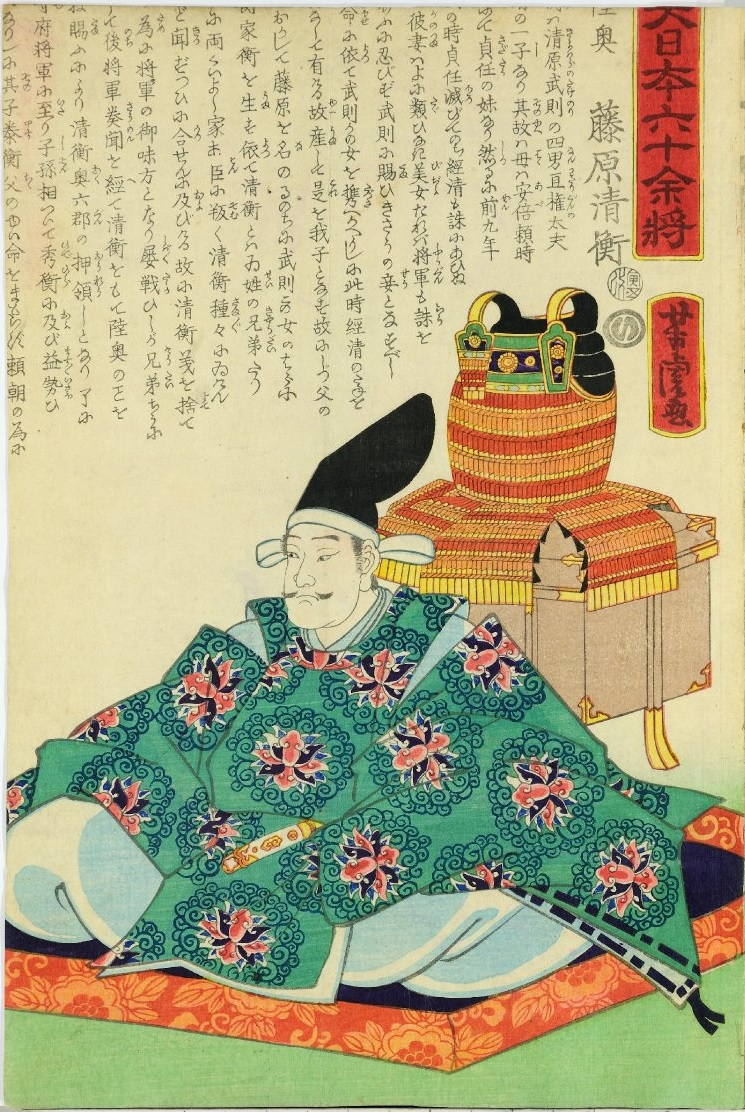
메이지 시대의 우타가와 요시토라가 그린 후지와라노 기요히라

이와테 현의 오슈 시 및 주변에서는 2008년 10월 4일에 오슈 후지와라 씨를 기념하기 위한 제1회 '기요히라 공 천도행례'가 개최되었지만, 이후로는 개최가 끊어지고 있다. 이 마쓰리는 히라이즈미 문화를 쌓아올린 창시자이자 오슈 후지와라 씨의 시조인 후지와라노 기요히라가 에사시의 도요타노타테에서 히라이즈미로 본거지를 옮겼다는 기록을 재현하여, 마쓰리 당일 오전중에 행렬은 도요타노타테 유적에서 출발 제사를 행한 뒤, NHK 대하드라마 『불타오르다(炎立つ)』(1993년)의 촬영장이기도 했던 에사시 후지와라노 사토(えさし藤原の鄕)와 미즈사와(水澤) 구의 시가지, 이사와 구의 하치만(八幡) 신사와 마세사와(前澤) 구의 시라토리노타테(白鳥館) 유적에 가까운 오슈 시 소(牛)의 박물관, 고로모가와 구의 쵸자가하라(長者ヶ原) 폐사터에서 행렬 및 행사를 개최하고, 마지막은 히라이즈미정의 동사무소에서 기요히라의 아들 모토히라(基衡)의 아내가 세웠다는 관자재왕원(觀自在王院) 유적까지 걸어가는 것으로 마무리했다. 행렬의 앞뒤로 에사시 시시오도리(江刺鹿踊)라는 일본 전통무용을 배치해 행렬을 더욱 북돋우고 있었다. 마쓰리 행렬에서의 기요히라공 역은 드라마 『불타오르다』에서 기요히라 역을 맡았던 배우 무라카미 히로아키가 맡았다.